# Fazel Ahmad Zekria
Fazel Ahmad Zekria (Paschtu/Dari: فضل احمد ذكریا‎; * 1935; † 1979 in Kabul, Afghanistan), beruflich bekannt als Nainawaz (Paschtu/Dari: نينواز) (oder Ustad Nainawaz), war ein afghanischer Künstler, Dichter und Komponist. Er hat einige der bekanntesten Stücke der afghanischen Popmusik komponiert.

## Leben
Nainawaz war einer der neun Söhne des bekannten Politikers, Dichters und Schriftstellers Sardar Haji Faiz Muhammad Khan Zikeria aus der herrschenden Familie Barakzai. Er wurde im Stadtteil Yakatoot in Kabul geboren. Nainwaz besuchte die elitäre Esteqlal High School in Kabul. Als Teenager brachte er sich selbst das Akkordeonspielen bei. Er schrieb auch Gedichte und komponierte Melodien. Sein angenommener Künstlername „Nainawaz“ bedeutet Ney (ein Querflötenspieler) auf Persisch. Nainwaz absolvierte die Fakultät für Recht und Politik der Universität Kabul.
Nainawaz hat einen Sohn, Amir Khusru Nainawaz, und eine Tochter, Sahar Khanum.

## Karriere
Nainawaz wird zugeschrieben, der afghanischen Musik moderne Pop-Elemente hinzugefügt zu haben. Er produzierte unzählige Hit-Kompositionen, die von vielen renommierten afghanischen Künstlern wie Ahmad Zahir, Ahmad Wali, Mahwash, Sarban, Awalmir und vielen anderen gesungen wurden. Viele seiner Kompositionen haben eine mystische Qualität und sind auf Gedichte von Rumi, Hafez und Lohutij vertont. Nainawaz war Mentor und Lehrer von Ahmad Zahir, dem bekannten afghanischen Sänger.

## Tod
Nainawaz nahm am 29. Tag des Ramadan 1979 am Aufstand von Bala Hissar gegen das kommunistische Regime der Khalq während der Regierungszeit Hafizullah Amin teil. Er wurde festgenommen und hingerichtet.